# القرضي (السبرة)

تعديل مصدري - تعديل

القرضي هي إحدى قرى عزلة مطاية بمديرية السبرة التابعة لمحافظة إب، بلغ تعداد سكانها 446 نسمة حسب تعداد اليمن لعام 2004.